# 冯士元
冯士元（?—?），北宋开封府吏。
开封府吏冯士元贩卖女口，受贿藏禁书，知枢密院盛度令开封府吏冯士元强取其邻所赁官舍。御史中丞孔道辅、权知开封府郑戩主持审理，冯士元牵连宰相吕夷简、知枢密院盛度、参知政事程琳，遂逮捕吕夷简子吕公绰、吕公弼参劾其状。既而冯士元流海岛，盛度、程琳也被罢职，其余绌罚者自孔道辅、天章阁待制庞籍又十余人，宋仁宗以决狱问张士逊。张士逊以孔道辅不依附自己，说孔道辅回护程琳。宋仁宗将孔道辅降为知郓州，天章阁待制庞籍降为知汝州。